# Stizochymus
Stizochymus is een vliegengeslacht uit de familie van de roofvliegen (Asilidae).

## Soorten
- S. salinator (Walker, 1849)